# Moritz Levi
Moritz Levi  (* 23. November 1857 in Frankfurt-Sachsenhausen; † 18. November 1942) war ein US-amerikanischer Romanist deutscher Herkunft.

## Leben und Werk
Levi kam 1875 mit 17 Jahren in die Vereinigten Staaten (nach Kalamazoo) und erhielt 1881 die US-amerikanische Staatsbürgerschaft. Er erwarb 1887 den Bachelorgrad in Ann Arbor, unterrichtete in Chicago, studierte von 1889 bis 1890 an der Sorbonne und begann 1890 eine Laufbahn als Hochschullehrer an der University of Michigan. Dort war er Instructor (bis 1896), Assistant Professor (bis 1902), Junior Professor (bis 1907) und schließlich Professor von 1907 bis 1923. Während dieser Zeit lehrte er Französisch, Italienisch und Spanisch.

## Werke
- (mit Victor Emmanuel François) A French reader for beginners, Ann Arbor 1896
- (Hrsg.) Molière, L’avare, Boston 1900
- (Hrsg.) Manzoni, I promessi sposi; abridged, New York/Boston 1901
- (Hrsg.) Eugène Labiche, La grammaire, Boston 1906
- (Hrsg.) Molière, Le bourgeois gentilhomme, New York 1910, 1917
- French composition. A trip to Paris, New York 1916
- (Hrsg.) Eugène Labiche und Édouard Martin, La poudre aux yeux. Comédie, New York 1918
- French phrases and questions. A manual of conversation, New York 1920
- Reading, writing and speaking French, New York 1927
- (Hrsg.) Eugène Labiche, Le voyage de Monsieur Perrichon, Chicago/New York 1927